# Project (album)
A Project Greg Howe és Richie Kotzen 1997-ben megjelent közös albuma, mely a Shrapnel Records gondozásában jelent meg. A két gitáros első albumával (Tilt-1995) szemben ezennel egy kísérletezősebb anyag született. A stúdiózás során a két gitáros külön vette fel a saját részeit, a felvételek pedig Howe stúdiójában, valamint a Trist A' Whirl Studios-ban kerültek rögzítésre. Az albumra egy Jeff Beck feldolgozás is felkerült Led Boots címmel.

## Számlista
| 1.    | One Function    | Greg Howe     | 5:12 |
| 2.    | Retro Slow      | Richie Kotzen | 5:28 |
| 3.    | Present-Moment  | Howe          | 4:42 |
| 4.    | Trench          | Kotzen        | 5:38 |
| 5.    | Groove Epidemic | Howe          | 4:30 |
| 6.    | Space           | Kotzen        | 6:40 |
| 7.    | Led Boots       | Max Middleton | 4:36 |
| 8.    | Crush           | Kotzen        | 5:48 |
| 9.    | Accessed        | Howe          | 3:31 |
| 10.   | Noise           | Kotzen        | 6:26 |
| 52:31 |                 |               |      |

## Közreműködők
- Greg Howe – gitár, dob programozás (1, 3, 5, 7, 9 dalokban), basszusgitár (1, 3, 9 dalokban), hangmérnök, keverés, producer
- Richie Kotzen – gitár, billentyűs hangszerek, basszusgitár (2, 4, 6, 8, 10 dalokban)
- Atma Anur – dob (2, 4, 6, 8, 10 dalokban)
- Kevin Vecchione – basszusgitár (5, 7 dalokban)
- Dexter Smittle – keverés, producer
- Lole Diro – keverés, producer